# Minimax (canal spaniol desființat)
Minimax (predecesorul versiunii CEE) a fost difuzat pentru prima dată în Spania în 1993 și folosea sistemul de criptare Nagravision de la sateliții SES 1B și 1C la 19.2 grade est. Canalul a fost parte a pachetului Canal Satelite España (acum Canal+ España), ce includea CineMania, CineClassics, Documania și mai târziu SportMania. În 1996, Minimax a început difuzarea "Nickelodeon en Minimax", un mic segment ce difuza seriale marca Nickelodeon cu dublaj în limba spaniolă, inclusiv Ren și Stimpy și Rocko's Modern Life.
Minimax a fost un canal de televiziune spaniol creat în ianuarie 1994 sau prin sfârșitul anului 1993 și a transmis prin satelitul Astra 1C.
Își are originea în pachetul analogic al Canal Satélite (care mai târziu a devenit CanalSatélite Digital). Pe 3 august 1996, s-a ajuns la un acord cu Nickelodeon pentru a difuza unele din seriile lor la sfârșit de săptămână. După trecerea Canal Satelite de la analog la digital, canalul a fost reținut.
În decembrie 1998, Minimax a fost vândut firmei Fox, care îi schimbase numele în Fox Kids (emis de Canal Satélite Digital și Vía Digital). În 2005, Fox Kids a fost redenumit in Jetix. Disney a cumpărat mai târziu toate drepturile pentru acel canal și a făcut-o să devină actualul Disney XD Spania.